# Ocre
Ocre é uma cor, variação do alaranjado. É uma cor muito utilizada em mapas, para representar densidade populacional e mapas demográficos. Ocre também pode ser uma argila colorida.

## O ocre na História Humana
Os tempos mais remotos da história da humanidade registam o primeiro uso do ocre associado ao princípio feminino. A Mãe terra ou Deusa Mãe supria os neolíticos com o ocre vermelho que lhes dava poderes de criação. A Bíblia teria mantido esta relação com a mulher e a terra na medida em que Adão (do hebraico אדם relacionado tanto a adamá, solo vermelho ou do barro vermelho, quanto a adom, vermelho, e dam, sangue) foi criado a partir do barro (argila) vermelho. A relação da cor vermelha com o princípio ainda sobrevive no Japão.
- A mais antiga e inequívoca evidência para a cultura humana vem do sítio arquelógico das Cavernas de Blombos ao sul da África, onde foram encontrados dois pedaços de ocre gravados com desenhos abstratos, muitas vezes considerada a primeira arte da história humana ao lado de conchas cravadas para uso como joia e um complexo agregado de instrumentos, tais como ossos primorosamente produzidos. O achado é datado de 75.000 anos atrás. É amplamente difundida a ideia de que a presença de uma cultura assim complexa indica o uso de uma linguagem humana moderna.[2]
- O pigmento de ocre foi usado pelos humanos Cro-Magnon que pintavam as chamadas artes rupestres nas cavernas da Pré-História ao sul da Europa, entre 32.000 e 10.000 anos atrás.[3]